# Ministérios Batistas Australianos
Os Ministérios Batistas Australianos (em inglês:   Australian Baptist Ministries) são uma associação cristã evangélica de Igrejas batistas em Austrália. Ela é afiliada à Aliança Batista Mundial. A sede está localizada em Belmont (Austrália Ocidental).

## História

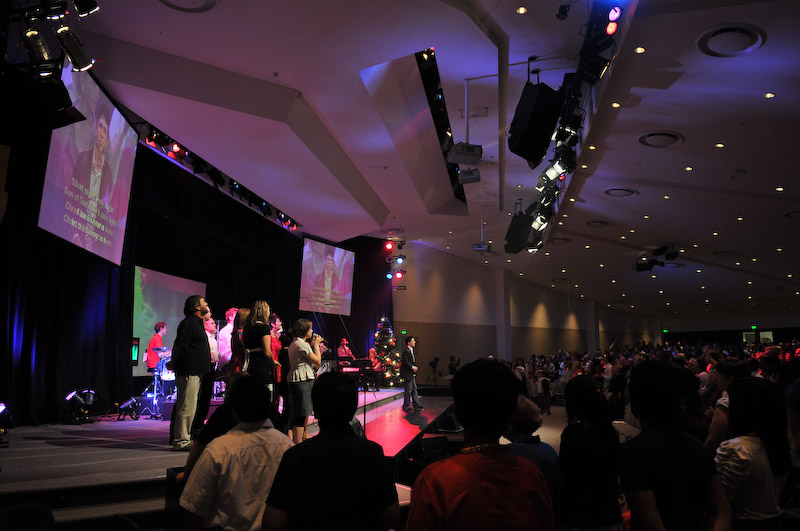
Serviço na Crossway Baptist Church em Melbourne, afiliada aos Ministérios batistas australianos, 2008.

A união tem suas origens em uma missão britânica da Sociedade Missionária Batista em 1833. Ela foi fundada em 1926 sob o nome de Baptist Union of Australia. Em 1978, Marita Munro tornou-se a primeira mulher pastora ordenada na Convenção. Em 2009, foi renomeado Australian Baptist Ministries. De acordo com um censo da associação, em 2023 ela disse que tinha 1,024 igrejas e 87,555 membros.

## Escolas
Ele também tem 3 institutos teológicos.